# Ordynariat Polowy Kenii
Ordynariat Polowy Kenii – ordynariat polowy  w Kenii. Powstał w 1964 jako wikariat wojskowy Kenii. Promowany do rangi ordynariatu w 1986.

## Biskupi diecezjalni
- Maurice Michael Otunga † (1964–1997)
- Alfred Rotich (1997–2016)
- Wallace Ng’ang’a Gachihi (od 2024)